# Облик грядущего
«О́блик гряду́щего» (англ. H.G.Wells' Things to Come, 1936) — британский философско-фантастический художественный фильм Уильяма Кэмерона Мензиса, снятый по сценарию Герберта Уэллса  на основе его публицистической книги «Облик грядущего» (1933).
«Облик грядущего» стал важной вехой в истории кинофантастики. К моменту  создания этого фильма научная фантастика в кино насчитывала более 30 лет.  Первым фантастическим фильмом считается комедия Жоржа Мельеса «Путешествие на Луну"», снятая в 1902 году. Однако к этому времени проблемы развития цивилизации редко становились предметом серьёзного рассмотрения в фантастическом жанре. Среди немногих исключений были немецкие фильмы «Метрополис» (1927) и «Триумф воли» (1935), со многими идеями которых авторы «Облика грядущего» открыто вступили в полемику.
Кроме того, фильм «Облик грядущего» можно считать одним из первых примеров реализации постапокалиптической тематики в кинематографе.

## Сюжет
Действие фильма начинается в вымышленном городе Эвритаун в Великобритании. 1940 год. Канун Рождества. Люди готовятся к празднику: на улицах много гуляющих, звучат песни. Однако плакаты и газетные заголовки уже повсюду кричат о приближающейся войне.
Гости Джона Кэбела (Рэймонд Мэсси) обсуждают последние события. Они говорят о прогрессе. Это — великое благо, но он делает оружие всё более ужасным, и новая война может уничтожить и прогресс, и цивилизацию — такую, какой мы её знаем. Доктор Хардинг (Морис Брэддел) разделяет тревогу Кэбела, а Пиппа Пассуорти (Эдвард Чэпмен) упрекает их в пессимизме.
Звон рождественских колоколов вдруг разбивается отдалёнными разрывами. По радио объявляют, что флот и города подверглись нападению неопознанных самолётов. Мужчины уходят на мобилизационные пункты. Война накатывается на не успевший погасить праздничную иллюминацию город: с грузовиков раздают противогазы, зенитки пытаются отогнать вражеские самолёты, падают бомбы, под развалинами гибнут люди. Город рушится.
Повсюду идёт война. Над белыми прибрежными скалами Дувра проходят тысячи бомбардировщиков, бомбы с ядовитым газом падают на города. Джон Кэбел — теперь пилот Королевских ВВС — сбивает вражеский самолёт и приземляется рядом. Он помогает раненному лётчику выбраться из-под обломков. Ветер гонит к ним облака отравленного газа. Лётчики достают противогазы, но в это время к ним подбегает девочка — и раненый вражеский пилот отдаёт ей свою маску. Перед смертью он ещё успевает посмеяться над тем, что погибнет от газа, который сам же и сбросил.
Война продолжается до 1960-х. Танков и самолётов уже нет. По дорогам Европы идут караваны фургонов на дощатых колёсах, заросшие солдаты в обносках вооружены старинными винтовками и саблями. На заграждениях из колючей проволоки истлевают тела. К 1966 году противник почти разбит, но остатки его воздушных сил применяют биологическое оружие, распространяя некую «бродячую лихорадку». Пока в развалинах Эвритауна доктор Хардинг и его дочь безуспешно пытаются найти лекарство от этой заразной болезни, радикально настроенные граждане просто отстреливают заболевших. Цивилизация отброшена на столетия в прошлое. К 1967 году «бродячая лихорадка», подобно средневековой чуме, выкосила более половины населения Европы.
1970 год. Эпидемия закончилась, и люди начинают создавать новое социальное устройство. Энергии, топлива и средств связи больше нет. Отдельные островки цивилизации становятся самостоятельными княжествами, постоянно воюющими друг с другом. Эвритаун — одно из таких княжеств, во главе которого стоит решительный и властолюбивый Вождь (Ральф Ричардсон) в пехотном шлеме с петушиными перьями. По улицам города ходят коровы и свиньи и ездят автомобили, запряжённые лошадьми. Молодой механик Ричард Гордон пытается восстановить и поднять в воздух старые самолёты. Вождь поддерживает его усилия, мечтая о возрождении боевой авиации.
Однажды в городе садится удивительный чёрный самолёт. Из кабины выходит седой человек в скафандре — это постаревший на тридцать лет Джон Кэбел. Он находит Ричарда Гордона и своего старого знакомого, доктора Хардинга, и рассказывает им, что он и его единомышленники — инженеры и авиаторы — объединились в организацию «Крылья над миром» и создали в районе Персидского залива анклав цивилизации. Там уже работают фабрики, строятся новые самолёты, и теперь, когда война закончена, настало время снова объединить мир и под руководством «Крыльев» повести его вперёд.
Вождь, однако, не желает становиться вассалом технократов. Поместив Кэбела под арест, вождь требует от Гордона ускорить, с помощью Кэбела, ремонт старых самолётов. Когда Гордону удаётся поднять отремонтированный самолёт в воздух, он направляется в Басру — штаб-квартиру «Крыльев над миром». Вскоре над Эвритауном появляются гигантские чёрные самолёты «Крыльев». Они сбрасывают газовые бомбы, а затем высаживают десант. В бомбах не ядовитый, а усыпляющий газ — горожане уснули, чтобы проснуться уже в новом мире. Умер только Вождь (он погиб от аллергической реакции на усыпляющий газ) — он был человеком из прошлого, в прошлом и остался.
Начинается возрождение цивилизации. Огромные машины дробят горные породы, строят дома, возрождается производство. Этот 5-минутный эпизод фильма — настоящий гимн прогрессу и человеку-созидателю. Новый город создаётся под землёй, он идеально спланирован, в нём всё будет подчинено разуму и целесообразности.
Настаёт 2036 год (100 лет от создания фильма). Сменились поколения, Эвритаун — блистательный город будущего. Побеждены болезни, человеческая жизнь длится как никогда долго. Но и здесь прогресс не воспринимается как нечто однозначно положительное, у него есть противники, недовольные упорядоченностью и запланированным счастьем. Готовится первый полёт человека вокруг Луны, для чего построена гигантская пушка. Однако у планов космической экспансии есть мощная оппозиция в лице антипрогрессистов во главе со скульптором Теотокопулосом (Седрик Хардвик). Они пытаются воспрепятствовать старту, но молодые энтузиасты не отступают и старт осуществляется до того, как толпа антипрогрессистов добирается до управляющей космической пушкой аппаратуры.
В финале фильма внук Джон Кэбела, Освальд Кэбел (Рэймонд Мэсси), на фоне звёздного неба беседует с Рэймондом Пассуорти (Эдвард Чэпмен). Сын Рэймонда и дочь Кэбела отправились в космос, и Рэймонд преисполнен страха.

— Вон! Вон они летят! Вот это слабое светлое пятнышко — сказал Джон Кэбел.
— Я чувствую… что то, что мы сделали, чудовищно — переживание Пиппа Пассворти.
— То, что они сделали, великолепно!
— Они вернутся?
— И опять полетят. И опять – пока не станет возможным высадиться на луне и луна не будет завоевана. Это только начало.
— А если они не вернутся – мой сын и ваша дочь? Что тогда, Кэбэл?
— Тогда полетят другие.
— Боже мой! Неужели никогда не наступит век покоя? Неужели никогда не будет отдыха?
— Каждый человек находит покой. Его слишком много, и наступает он слишком рано, и мы называем его смертью. Но для ЧЕЛОВЕКА нет отдыха и нет конца. Он должен идти вперед – от победы к победе. Познать нашу маленькую планету, и ее пути, и ветры, и все законы духа и материи, которые стесняют его. Потом полет на планеты, окружающие его, и наконец в бесконечное мировое пространство, к звездам. И когда наконец он покорит все пучины пространства и все тайны времени, он все еще будет у начала.
— Но мы такие маленькие создания. Бедное человечество. Такое хрупкое, такое слабое. Маленькие животные, а?
— Маленькие животные. Если мы не больше как животные, мы должны урвать у жизни крупицу счастья, и жить, и страдать, и умирать, имея не больше значения, чем его имеют – или имели – все другие животные. Что ж, так или вот так? Вся Вселенная – или ничто… Выбирайте, Пасуорти! Что лучше?

## В ролях
- Рэймонд Мэсси — Джон Кэбел / Освальд Кэбел
- Эдвард Чепмен — Пиппа Пассворти / Раймонд Пассворти
- Ральф Ричардсон — Вождь
- Маргаретта Скотт — Роксана / Ровена
- Седрик Хардвик — Теотокопулос
- Морис Брэдделл — доктор Хардинг
- София Стюарт — миссис Кэбел
- Деррик де Марни — Ричард Гордон
- Энн Тодд — Мэри Гордон
- Патриция Хильярд — Джанет Гордон
- Перл Арджил — Кэтрин Кэбел
- Кеннет Вильерс — Морис Пассворти
- Иван Брандт — Морден Митани
- Чарльз Карсон — Большой Дедушка

## Производство
Этот фильм можно считать авторским проектом Герберта Уэллса. Считается, что он имел беспрецедентный для сценариста контроль над созданием фильма. Уэллс лично контролировал почти все аспекты постановки: участвовал в подборе актёров, объяснял им задачи на съёмочной площадке, контролировал работу художников по костюмам, утвердил композитором фильма Артура Блисса. На рекламных плакатах фильма было написано «H. G. Wells' THINGS TO COME» («Облик грядущего» Г. Уэллса), ниже, более мелкими буквами, было написано «an Alexander Korda production» (производство Александра Корды). Однако фактически Уэллс не получил контроля над монтажом. В результате большое количество отснятых сцен включены в фильм не были. Первоначальная версия фильма имела продолжительность в 130 минут; версия, предоставленная британскому совету киноцензоров (British Board of Film Censors) шла 117 минут; вышедшая в прокат в Великобритании версия длилась 108 минут, (позднее она была сокращена до 98 минут), версия для проката в США имела продолжительность в 96 минут. Доступная сейчас версия имеет продолжительность всего 92 минуты, хотя в США, где этот фильм является общественным достоянием, циркулируют варианты, включающие сцены, которые входили в первоначальную прокатную версию для США.
Первоначально Уэллс хотел, чтобы музыка была записана до съёмок фильма, а фильм, таким образом, должен был быть построен «вокруг» музыки. Но такой подход был признан слишком радикальным, и саундтрек работы композитора Артура Блисса был «наложен» на фильм после съёмок, в соответствии с традиционным способом озвучивания. Концертная сюита на основе музыки к этому фильму сохранила популярность, по состоянию на 2003 год продолжали издаваться около полудюжины различных записей этого произведения.
Перед началом работы над фильмом всем имеющим отношение к моделированию и выполнению костюмов и декораций для заключительной части фильма был роздан меморандум, в котором обрисовывались основные требования к декорациям и костюмам. В этом меморандуме будущий «Облик грядущего» резко противопоставлялся «Метрополису»: «Галиматью, вроде той, что мы находим в таком фильме, как „Метрополис“ Фрица Ланга с его „роботами“ — механическими рабочими, сверхнебоскребами и пр., и пр. — нужно раз и навсегда выбросить из головы перед тем, как приступить к работе над данным фильмом. Как общее правило вы должны усвоить себе, что то, что сделал Ланг в „Метрополисе“, прямо противоположно тому, чего добиваемся мы».
Уже после начала съёмок к работе над фильмом был приглашён венгерский художник-абстракционист Ласло Мохой-Надь, который должен был создать эффекты, сопровождающие сцены восстановления Эвритауна. Мохой-Надь создал нужные эффекты в виде абстрактного светового шоу, но только 90 секунд из реализованного им материала вошло в фильм (как просвечивающая проекция, сквозь которую видны работающие строительные машины и возводимые здания). Однако осенью 1975 исследователями были обнаружены четыре ранее неизвестные сцены этого шоу, не вошедшие в окончательный монтаж.

## Выход
Премьера фильма состоялась в Лондоне 20 февраля 1936 года.
17 ноября 1936 года фильм был показан в посольстве США в Москве, где его посмотрели Михаил Булгаков с женой. Елена Сергеевна Булгакова записала в дневнике:

«Приём у военного атташе Файмонвилла в доме американского посла. Два фильма. Первый, по Уэллсу, — „Грядущее“ („Future“) — о будущей войне. Начало очень сильное, конец — надуманный, неубедительный…»

Урезанная версия длиной 92 метра 44 секунды была отреставрирована и раскрашена в цифровом виде компанией Legend Films под руководством Рэя Харрихаузена (который не имел никакого отношения к созданию фильма) и выпущена на DVD в США в начале 2007 года. В мае 2007 года компания Network DVD в Великобритании выпустила отреставрированную в цифровом формате копию версии продолжительностью 96 минут 31 секунду (самой длинной из оставшихся версий фильма). Набор из двух дисков также содержит «Виртуальную расширенную версию», в которой большая часть недостающих и неснятых частей представлена производственными фотографиями и отрывками из сценария. В 2011 году Network выпустила обновленную и расширенную версию этого издания на Blu-ray в HD.18 июня 2013 года компания Criterion Collection выпустила 96-метровый 31-дюймовый отпечаток на DVD и Blu-ray в Северной Америке. В качестве дополнительного он включает неиспользованные кадры Мохой-Надя.

## Исторические параллели
Фильм примечателен из-за его предсказания Второй мировой войны. Автор книги Герберт Уэллс угадал место начала войны, но ошибся с датой начала, хотя всего на четыре месяца: в своей книге «Облик грядущего», опубликованной в сентябре 1933 года, Уэллс написал, что Вторая мировая война начнётся с кровопролитного столкновения немцев и поляков в Данциге в январе 1940 года.
Изображённые в фильме стратегические бомбардировки в сценах, где Эвритаун разрушается воздушными атаками и общество скатывается к варварскому уровню, говорят об опасности бомбардировок. Во многом эти сцены предсказали подлинные события Второй мировой войны. Сам Уэллс был известен своими предсказаниями боевого использования авиации, например в 1908 году он написал роман «Война в воздухе», а в 1913 году — «Освобождённый мир», где описал атомную войну.